# Vantage Press
Vantage Press war ein Self-Publishing-Unternehmen mit Sitz in den Vereinigten Staaten. Das Unternehmen wurde 1949 gegründet und stellte Ende 2012 seinen Betrieb ein.
Vantage war der größte Eigenverlag in den Vereinigten Staaten. Bis 1956 veröffentlichte das Unternehmen Hunderte von Titeln pro Jahr. Im Jahr 1958 erfolgte eine Anklage der Federal Trade Commission wegen der Verwendung des Begriffs "Genossenschaft" zur Erklärung ihres Geschäftsmodells, obwohl der Autor alle Kosten trug. 1990 verurteilte der Oberste Gerichtshof des Bundesstaates New York Vantage zur Zahlung von 3,5 Millionen Dollar Schadensersatz an 2200 Autoren. Den Klägern zufolge verlangte Vantage im Voraus Geld, bewarb die Bücher aber nie so, wie es die Autoren erwartet hatten.